# Avion Shopping Park
Avion Shopping Park est un centre commercial situé à Bratislava en Slovaquie. Inauguré le 25 avril 2002, il est le plus grand pôle commercial du pays. Il fut étendu en plusieurs phases jusqu'en 2012.
Il appartient au réseau des centres commerciaux Avion présents également République tchèque à Prague, Brno, Ostrava. Celui de Slovaquie est situé à Bratislava sur la route Ivanská en direction de Trnava dans le quartier Ružinov.
Le centre est ouvert tous les jours : en semaine de 10 h à 21 h et le week-end de 9 h à 21 h
Lors de l'ouverture, il faisait de 84 000 m2 et grâce à ses 4 extensions successives, il fait désormais 103 000 m2,,. Il y a environ 200 boutiques (174 magasins et 25 stands).
Il est proche de l'Aéroport M. R. Štefánik et de l'autoroute D1. En outre il possède plus de 3600 places de parking et est bien desservi par les transports en commun avec plus de 10 lignes de bus (24h/24, 7j/7).
Parmi les locomotives on retrouve l'historique magasin Ikea datant de 1995, auquel il faut ajouter la présence des chaînes H&M, Zara, Next, Datart, Peek et Cloppenburg, C&A et le supermarché Kaufland du groupe Schwarz.
La grande patinoire ouverte toute l'année est un facteur qui amène les familles à fréquenter ce lieu. On peut y patiner en famille, assister à des matchs de hockey ou à des spectacles sur glace comme le traditionnel show de Saint-Nicolas.

## Photos

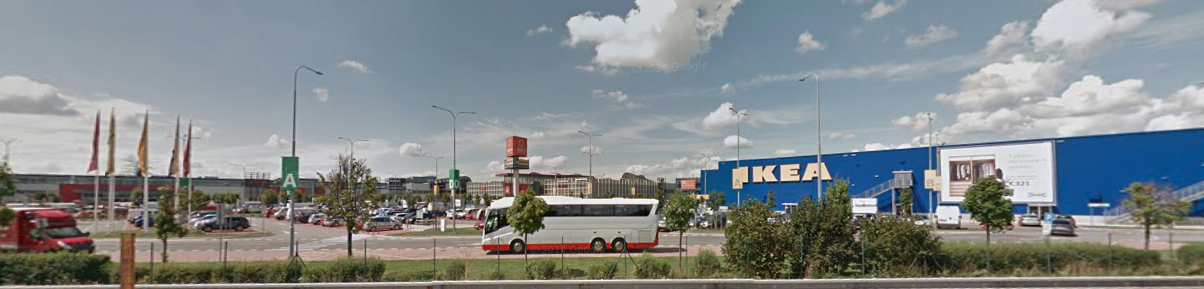
Centre Commercial depuis l'Autoroute D1
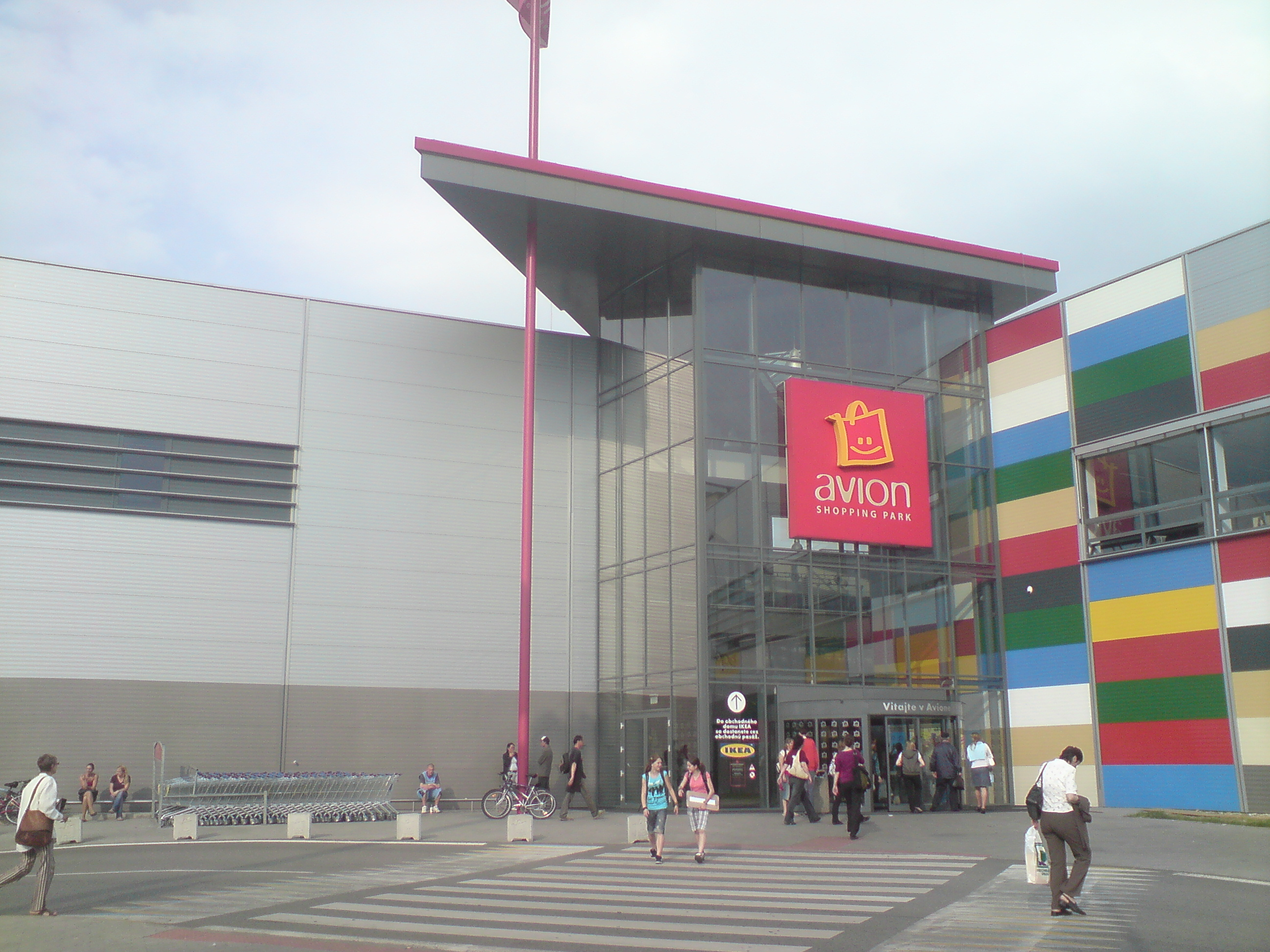
Entrée Principale
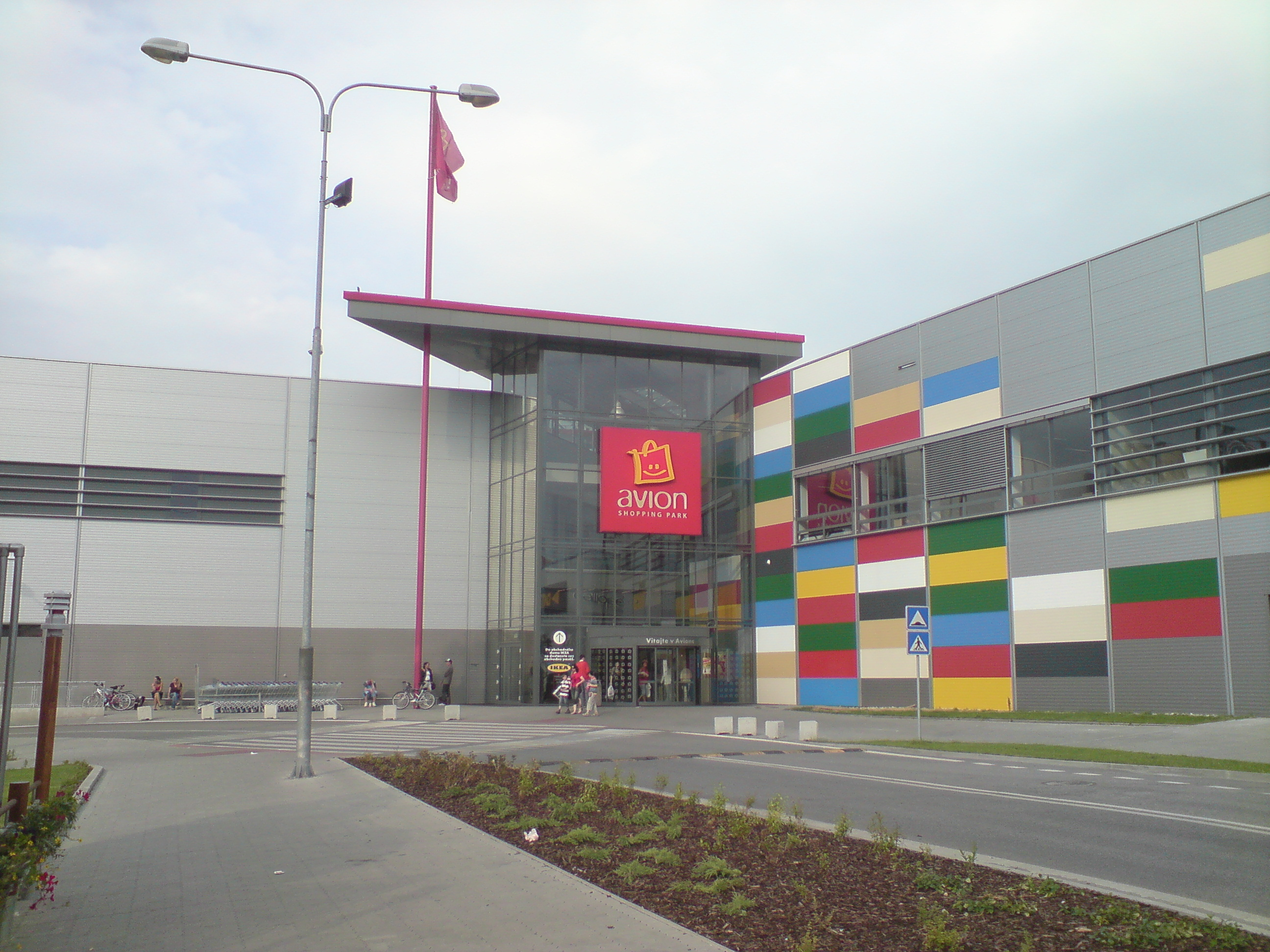
Entrée principale
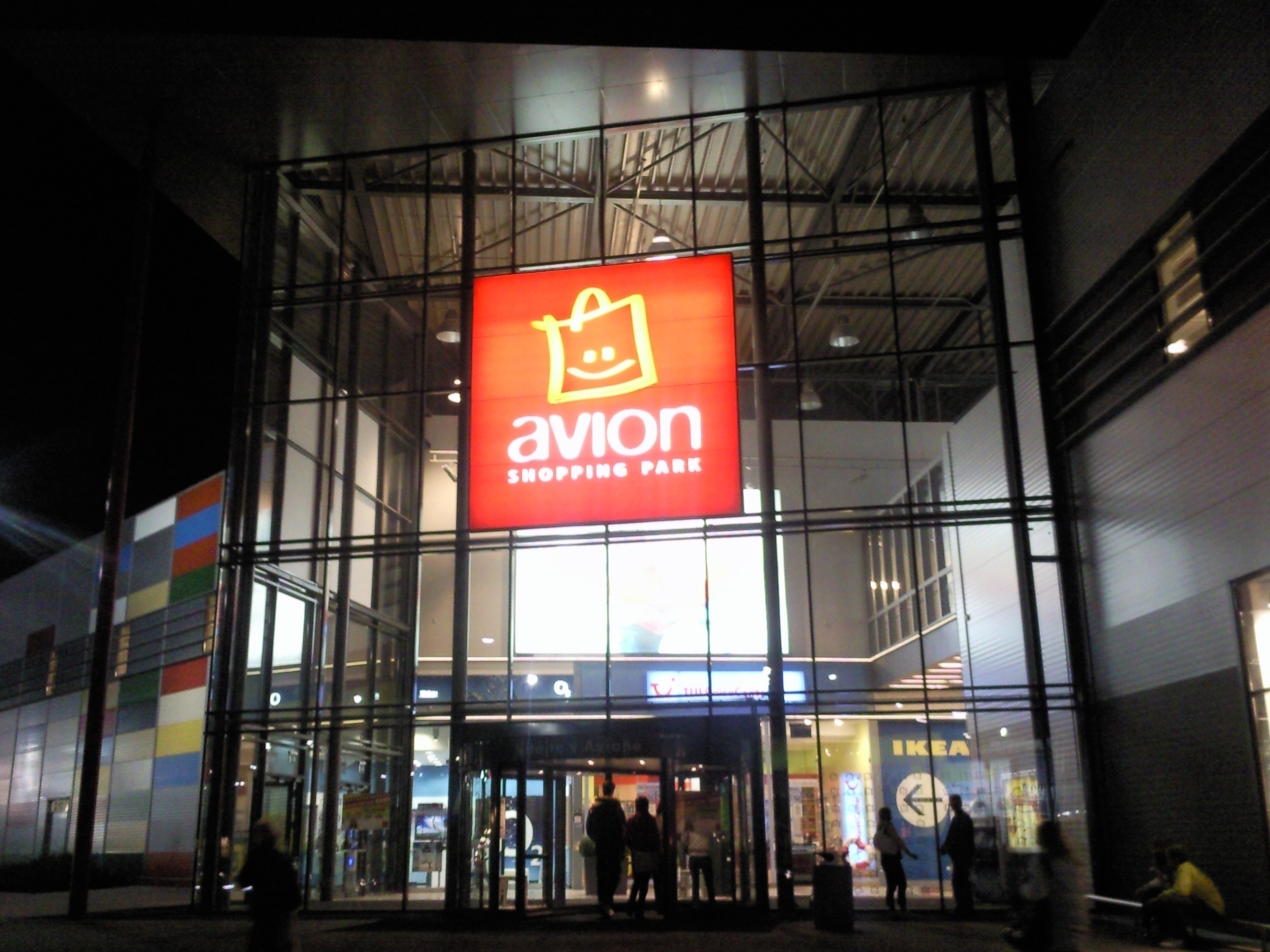
Entrée principale vue de nuit
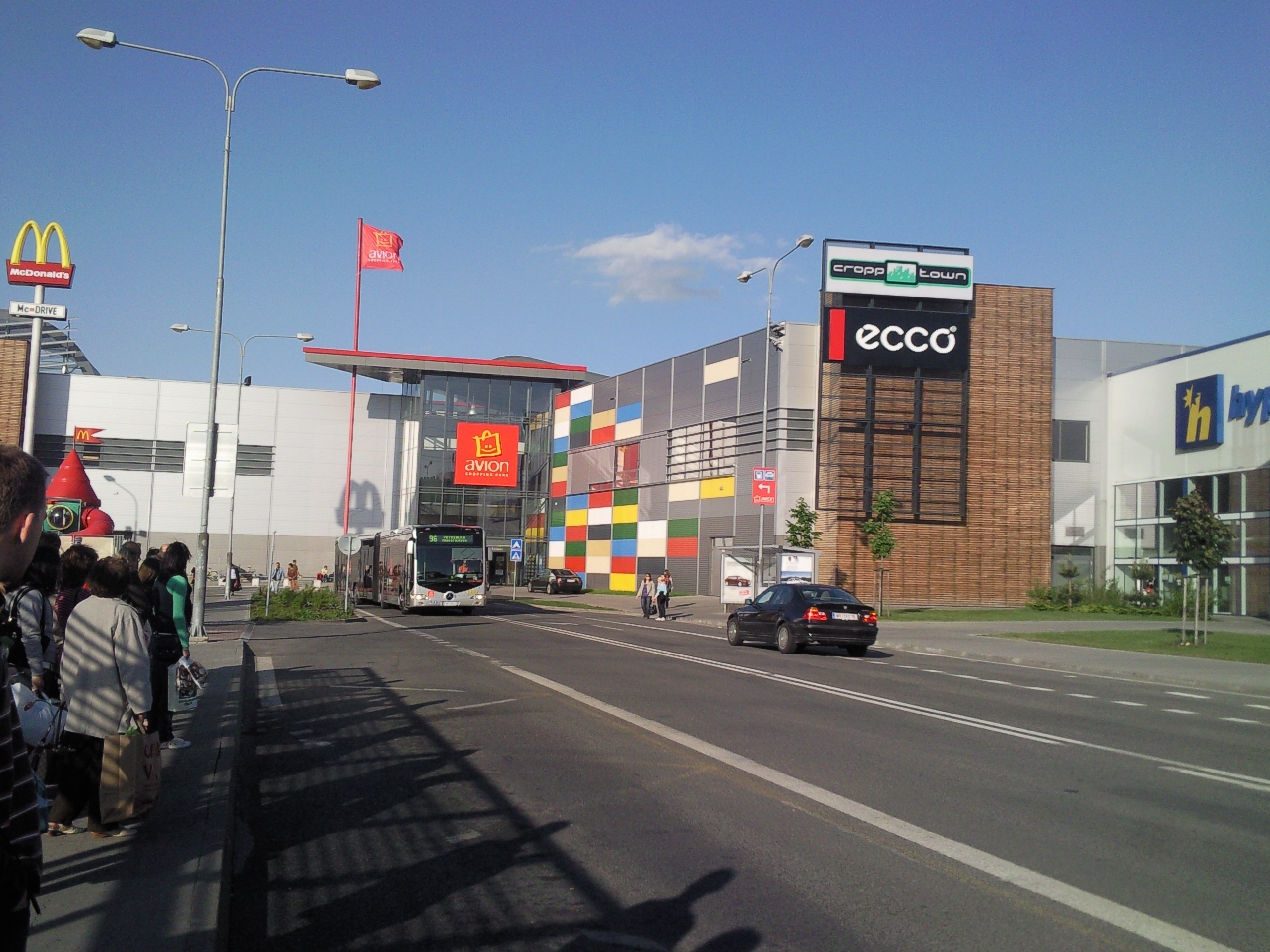
Entrée principale
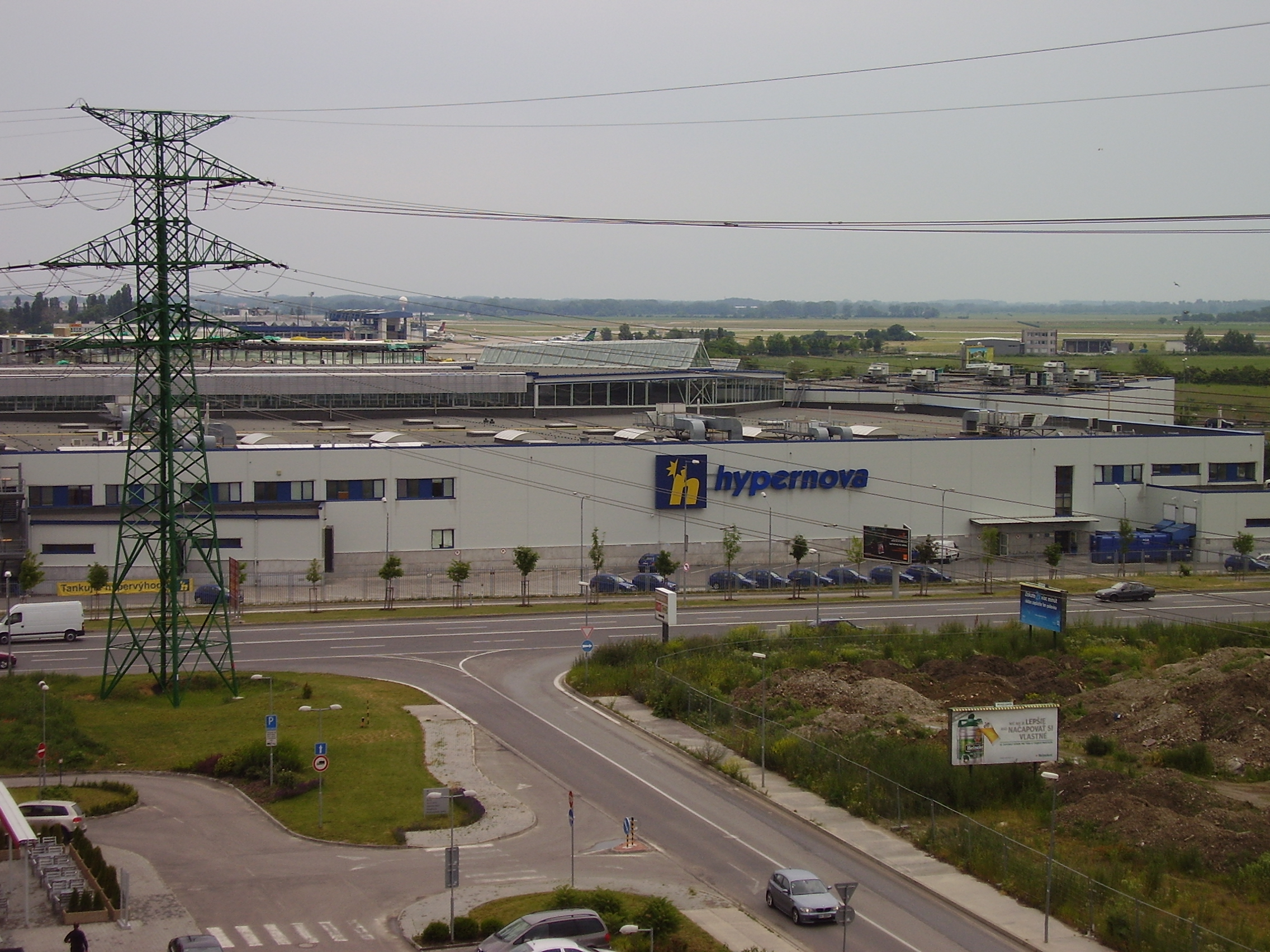
Supermarché slovaque Hypernova face au centre commercial
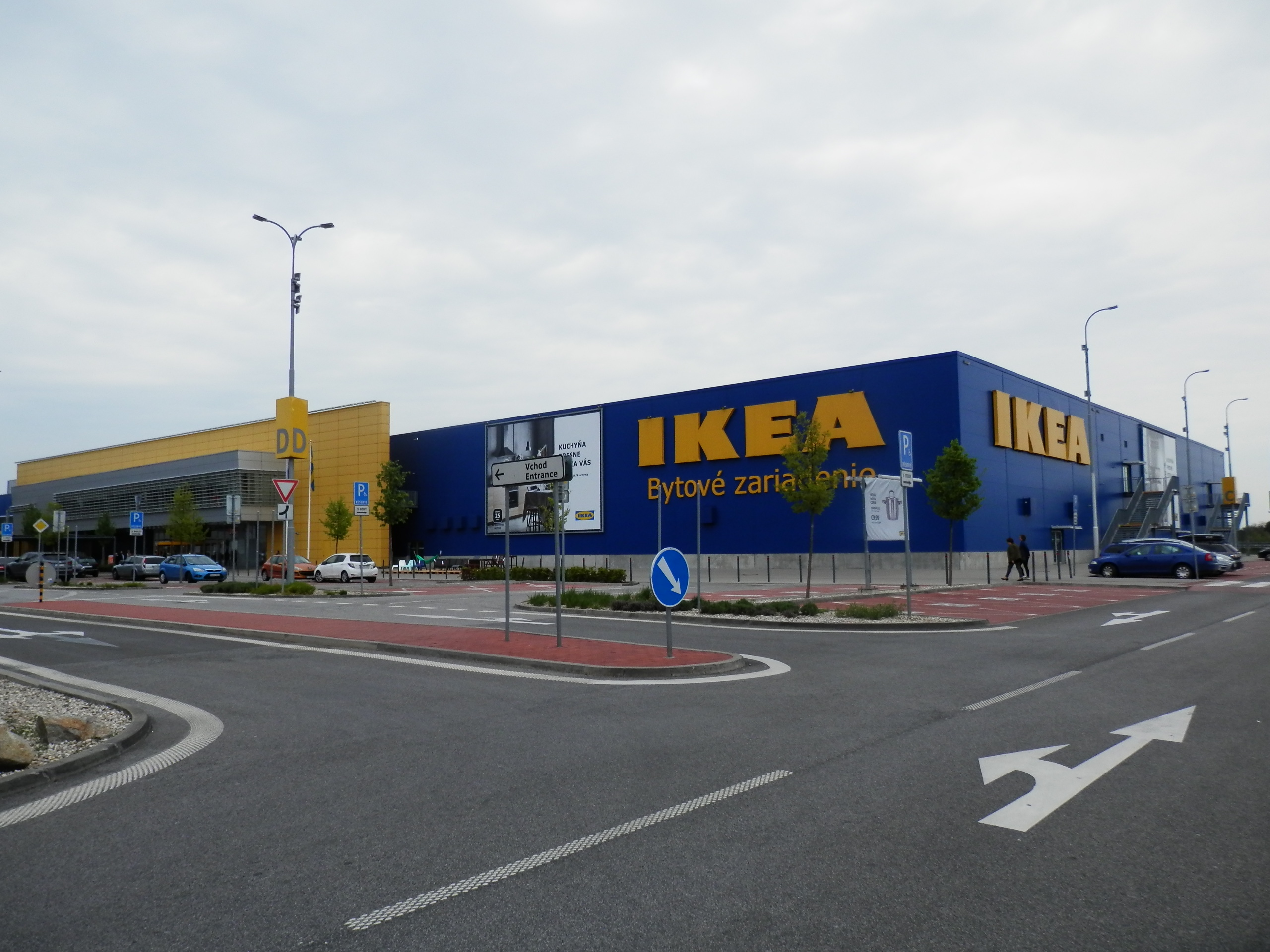
Magasin Ikea, là où tout a commencé en 1995
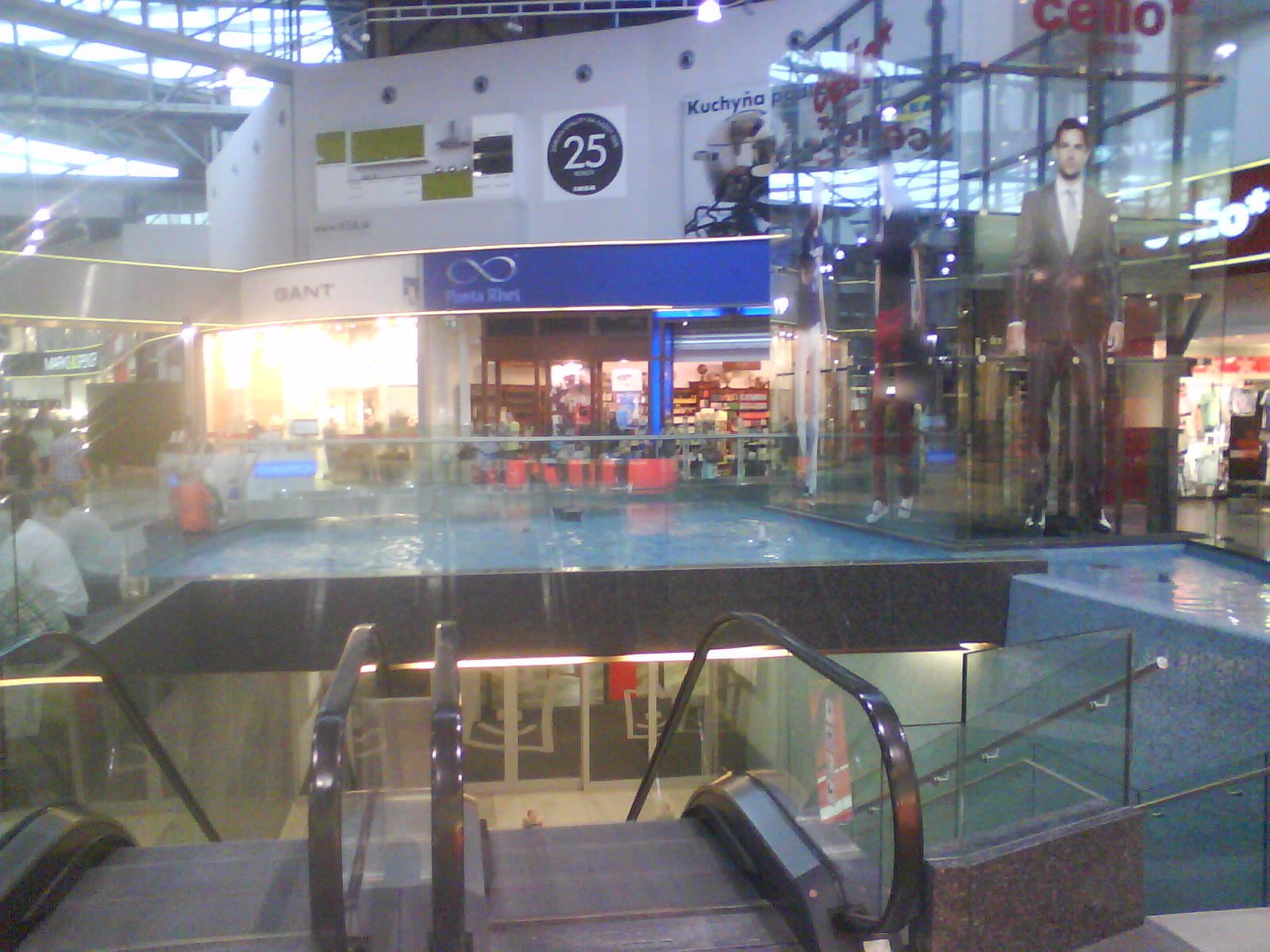
vue de l'intérieur
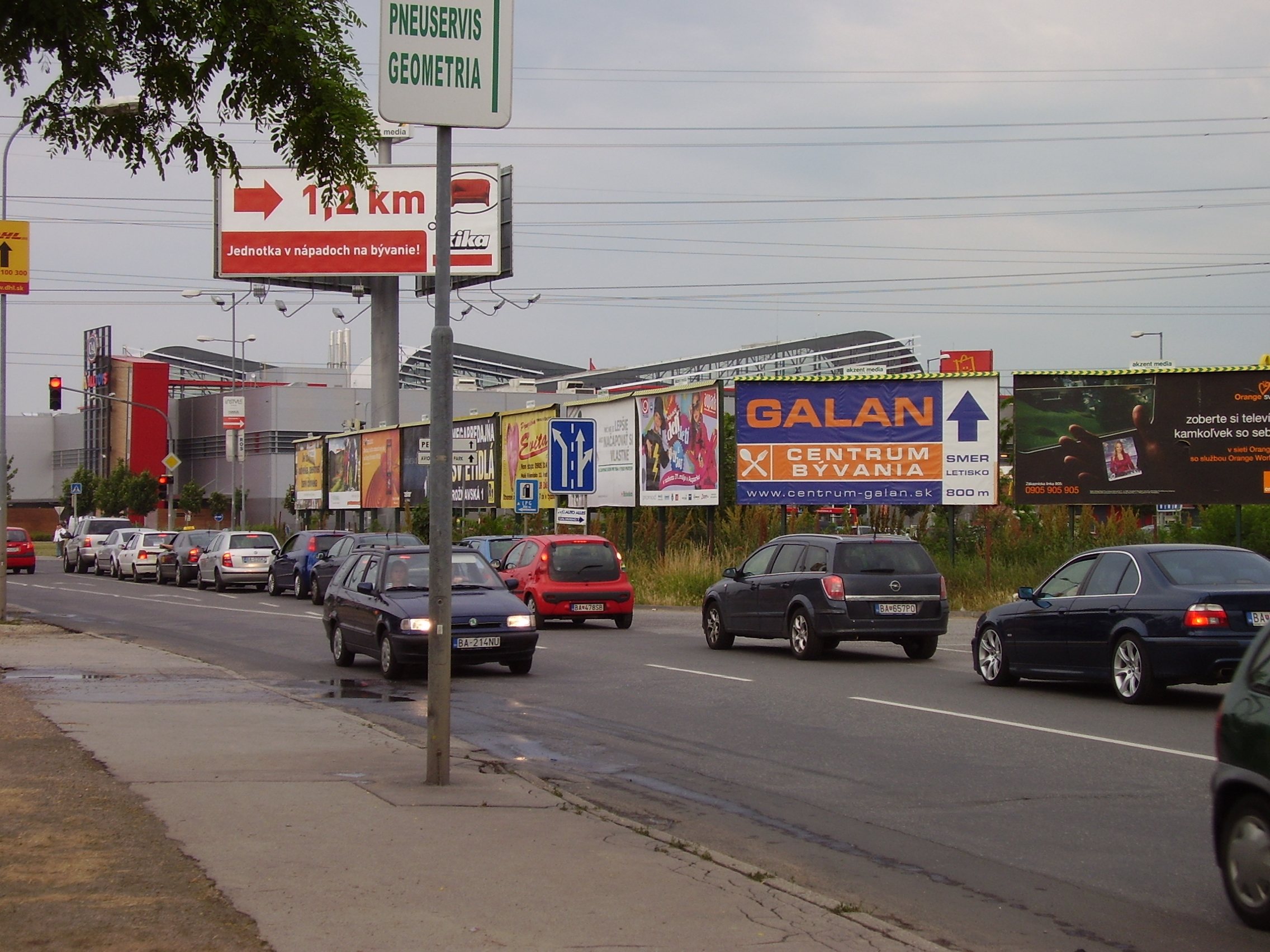
route d'accès pendant les fêtes de fin d'année
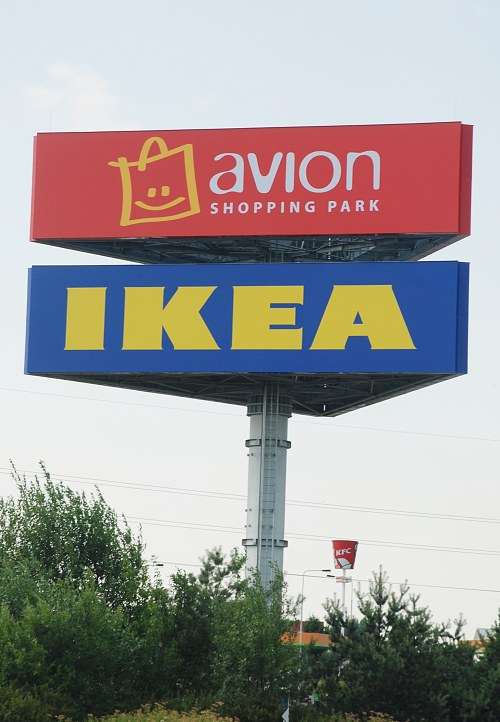
totem